# Agapostemon sericeus
Agapostemon sericeus là một loài Hymenoptera trong họ Halictidae. Loài này được Förster mô tả khoa học năm 1771.

## Hình ảnh

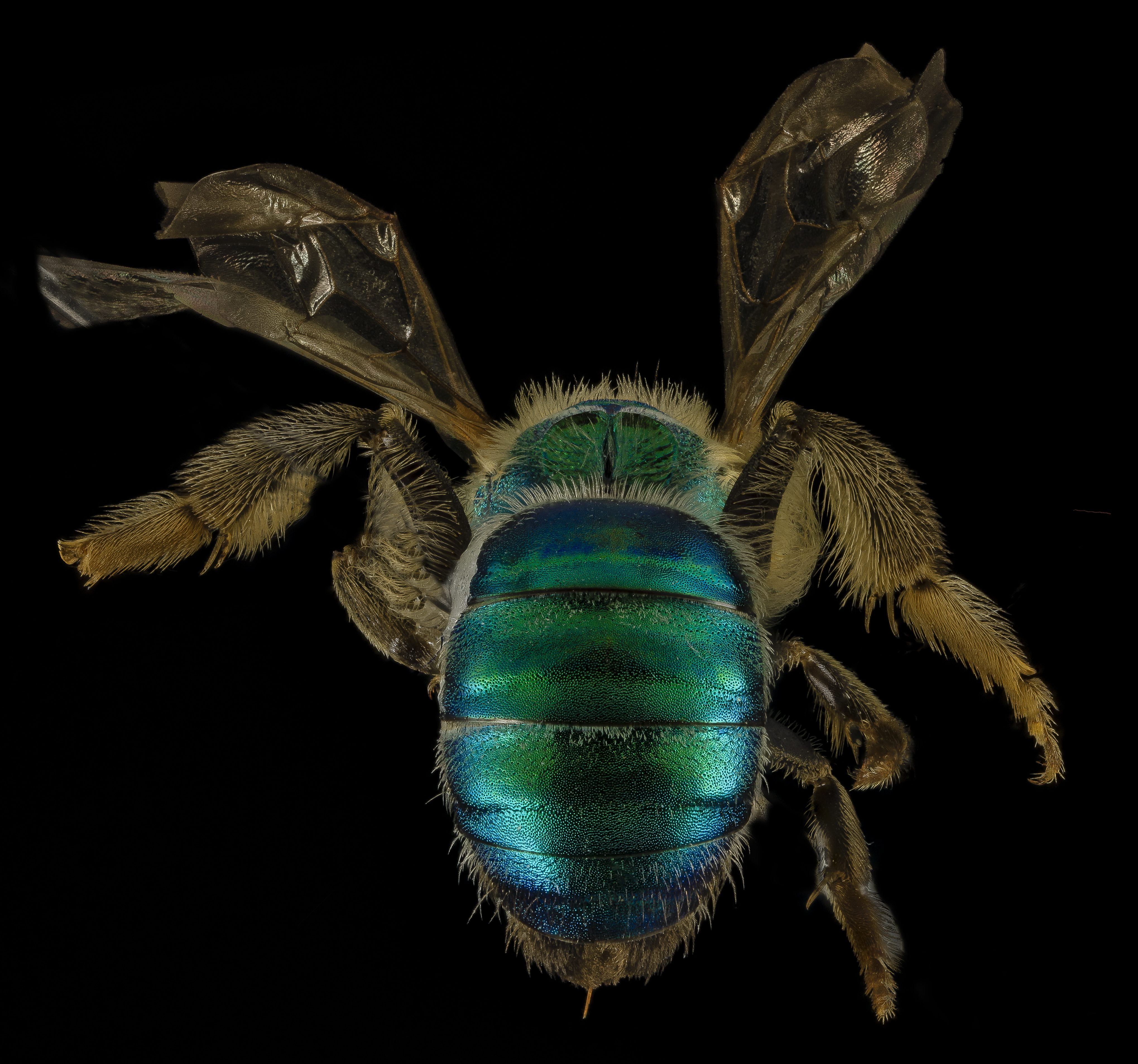
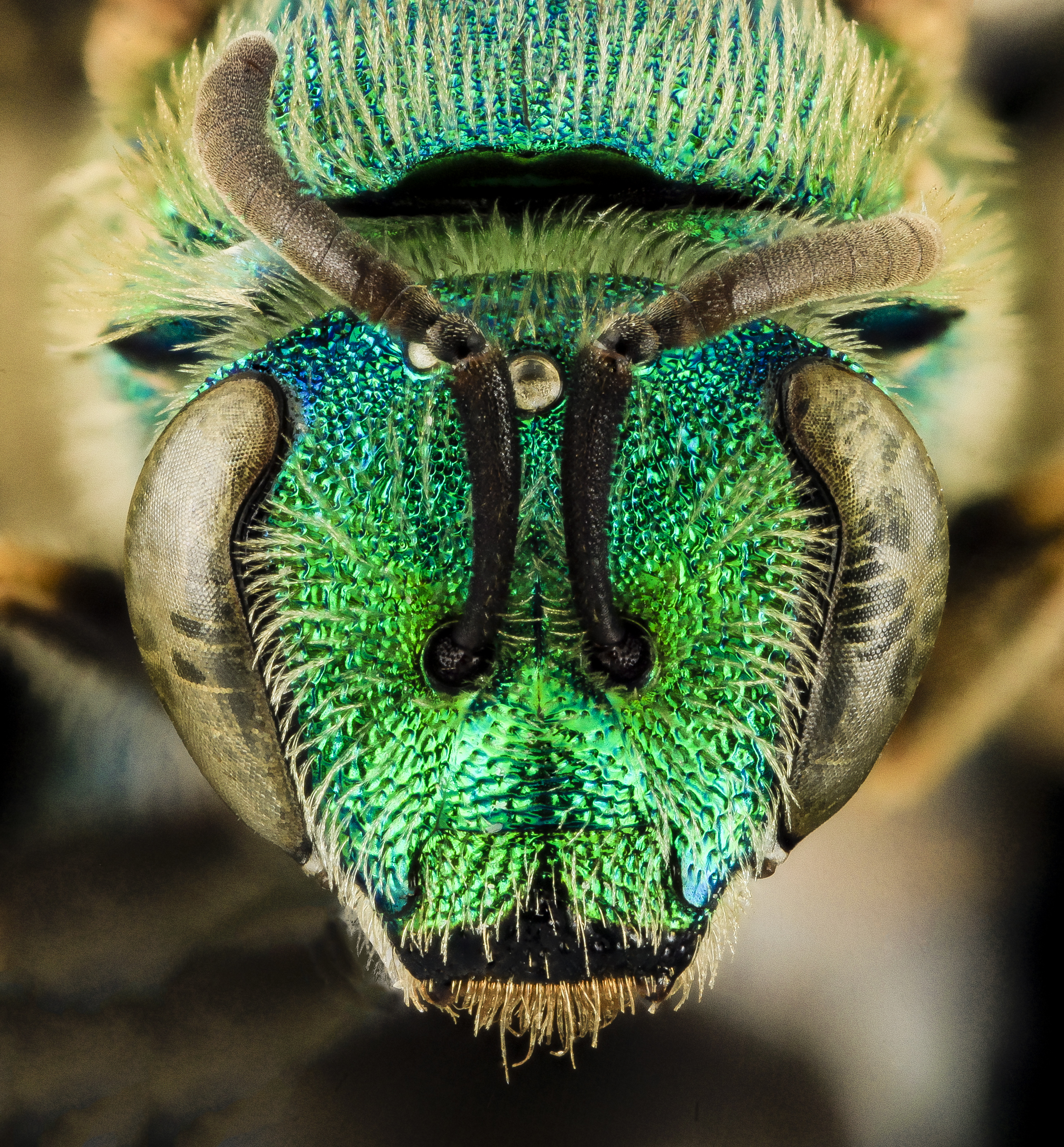
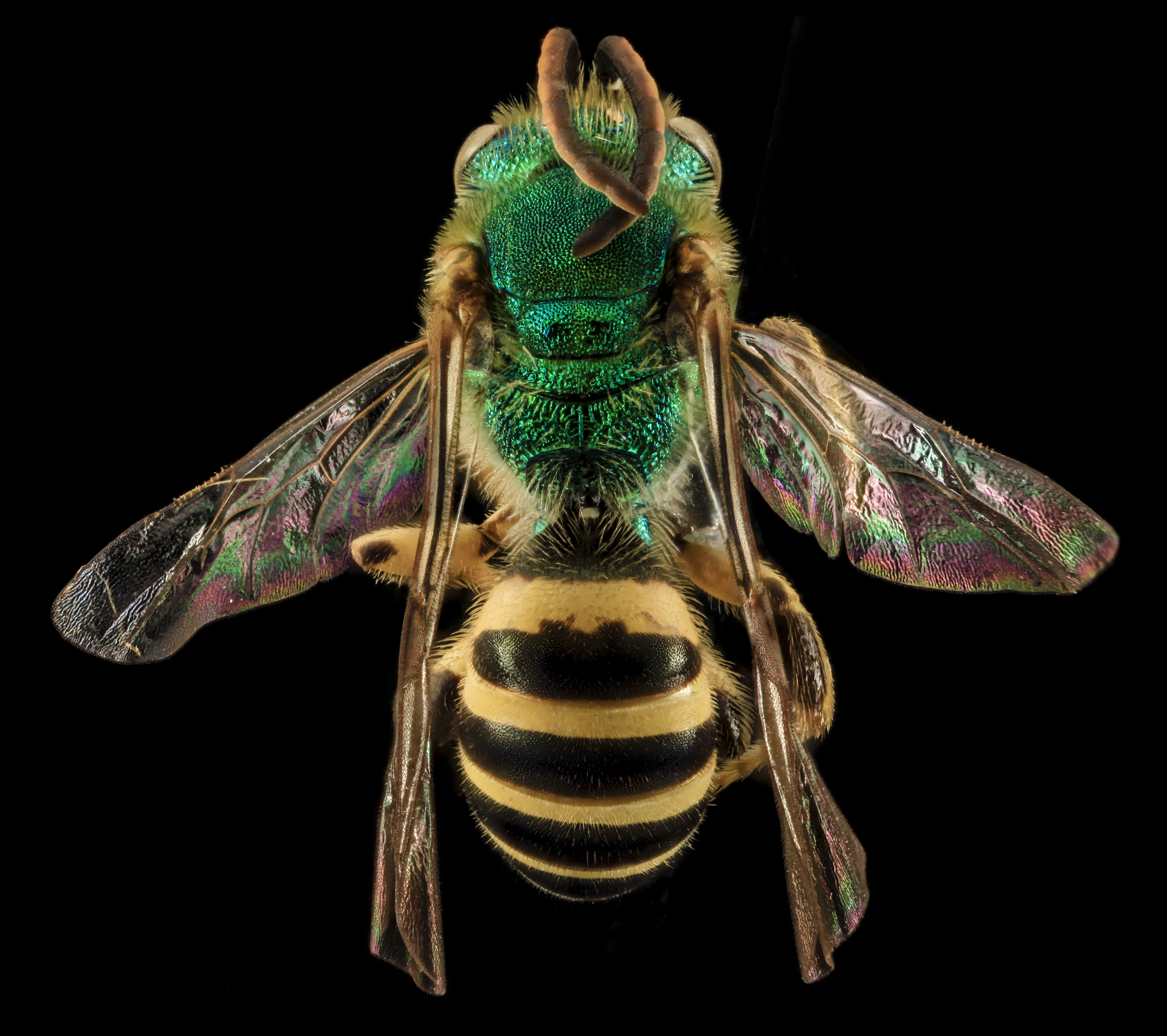
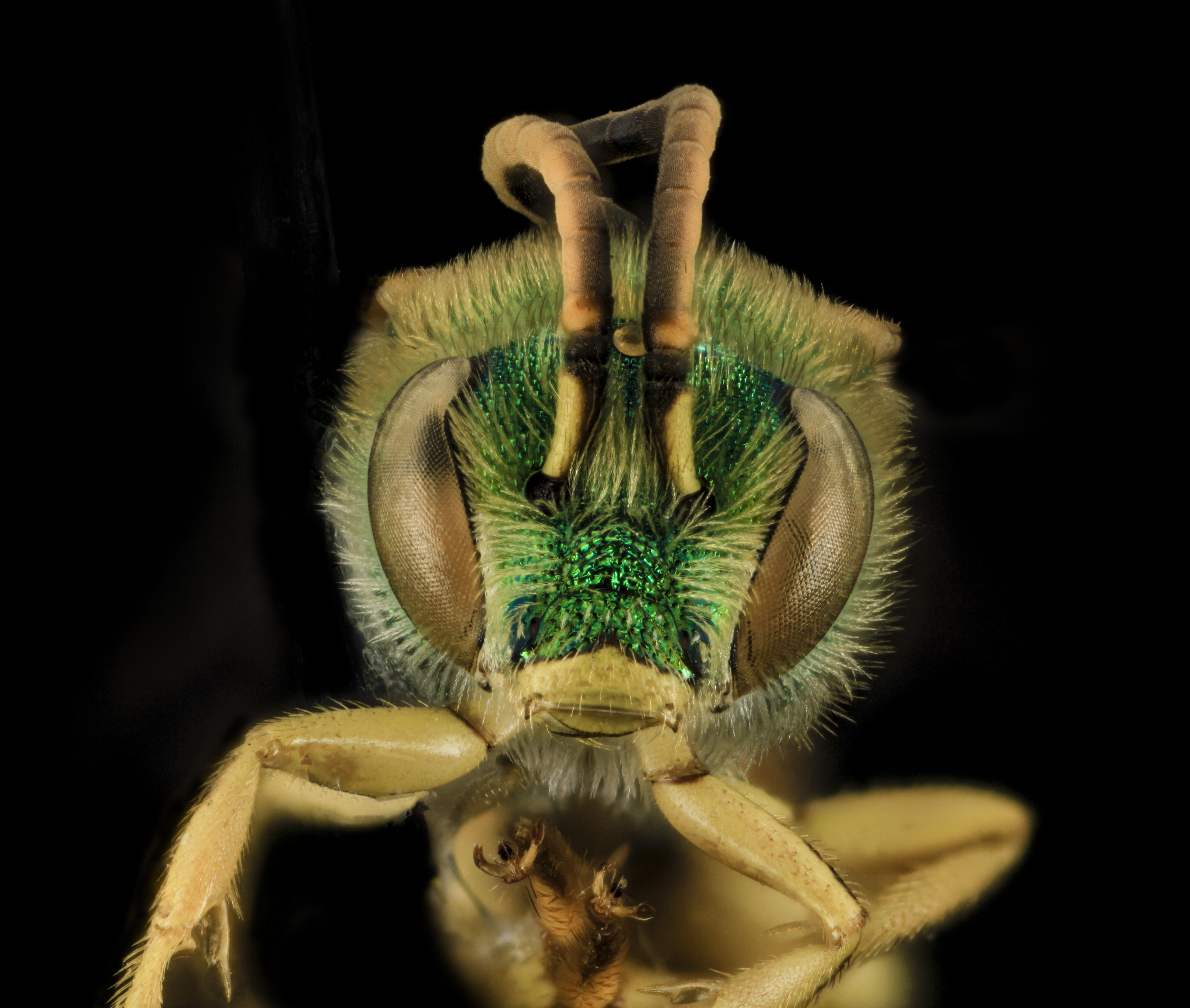